# Terra hispaniola
Terra hispaniola är en fjärilsart som beskrevs av Johnson och David Matusik 1988. Terra hispaniola ingår i släktet Terra och familjen juvelvingar. Inga underarter finns listade i Catalogue of Life. Skriv exemplar av flera fjärilsarter som beskrivits av Johnson et al. har befunnits bestå av delar av olika arter limmats ihop . Förekomsten av arten Terra hispaniola på Hispaniola är därför starkt ifrågasättas.